# 蓬莱区
蓬莱区為中华人民共和国山東省煙台市的一個市辖区，位于渤海和黄海的交界之处。蓬萊區城區西北方為蓬萊港。“八仙过海”的神话传说，便发生在这里，相传吕洞宾、铁拐李、张果老、汉锺离、曹国舅、何仙姑、蓝采和、韩湘子八位神仙，在蓬莱阁醉酒后，展示各自的宝器，凌波踏浪、渡海而去，“八仙过海、各显其能”、「八仙過海，各顯神通」或「八仙過海，各憑本事」的传说由此流传。更以登州海市聞名，與雷州布鼓、河源地丘神債、廣德埋葬並稱“中國天下四異”，又與雷州換鼓、廣德埋藏、錢塘江潮等並稱“中國天下四絕”。
2020年6月22日，山东省人民政府网宣布，撤销蓬莱市、长岛县，设立烟台市蓬莱区。區政府駐經濟開發區金創路169號。

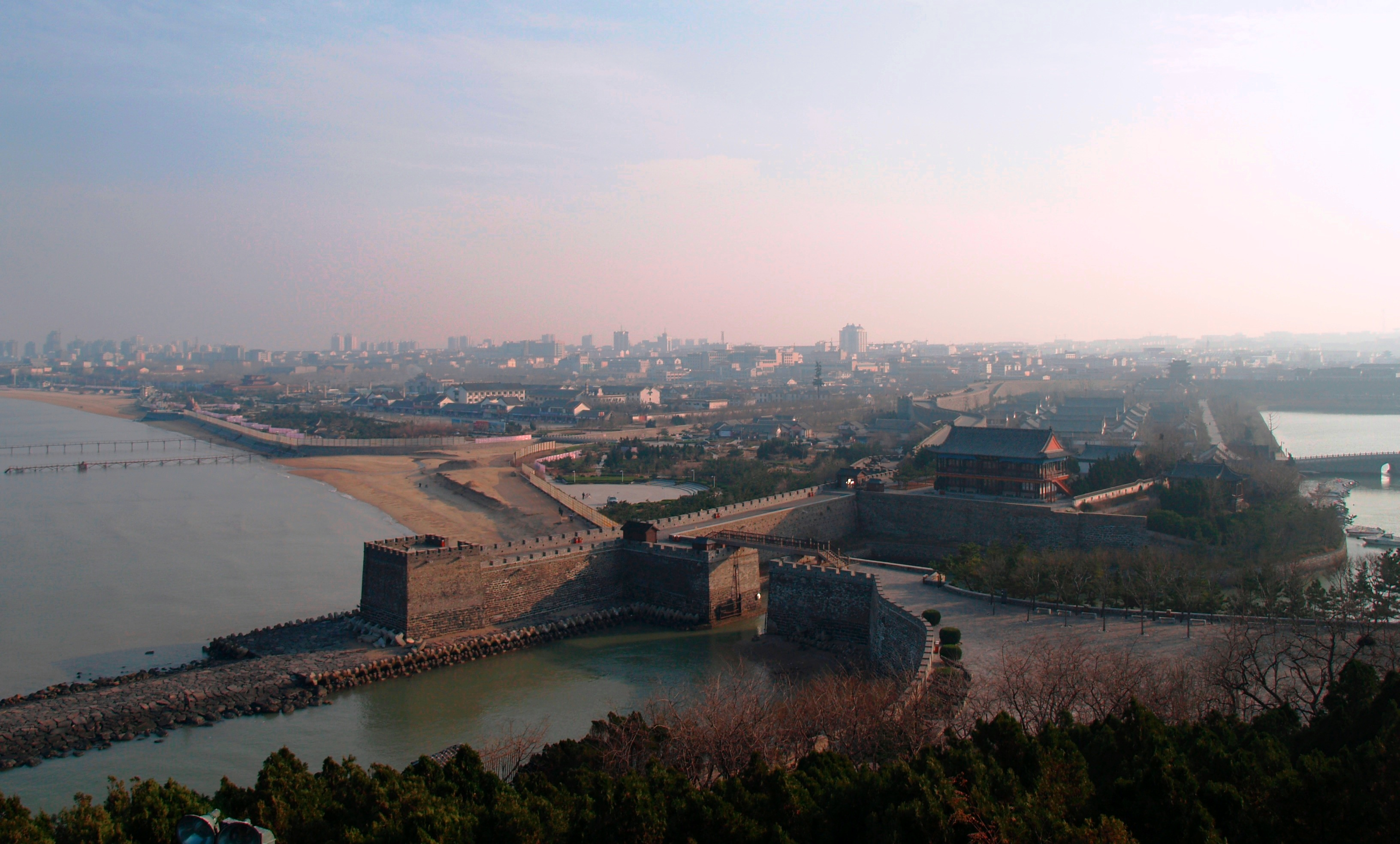
市區

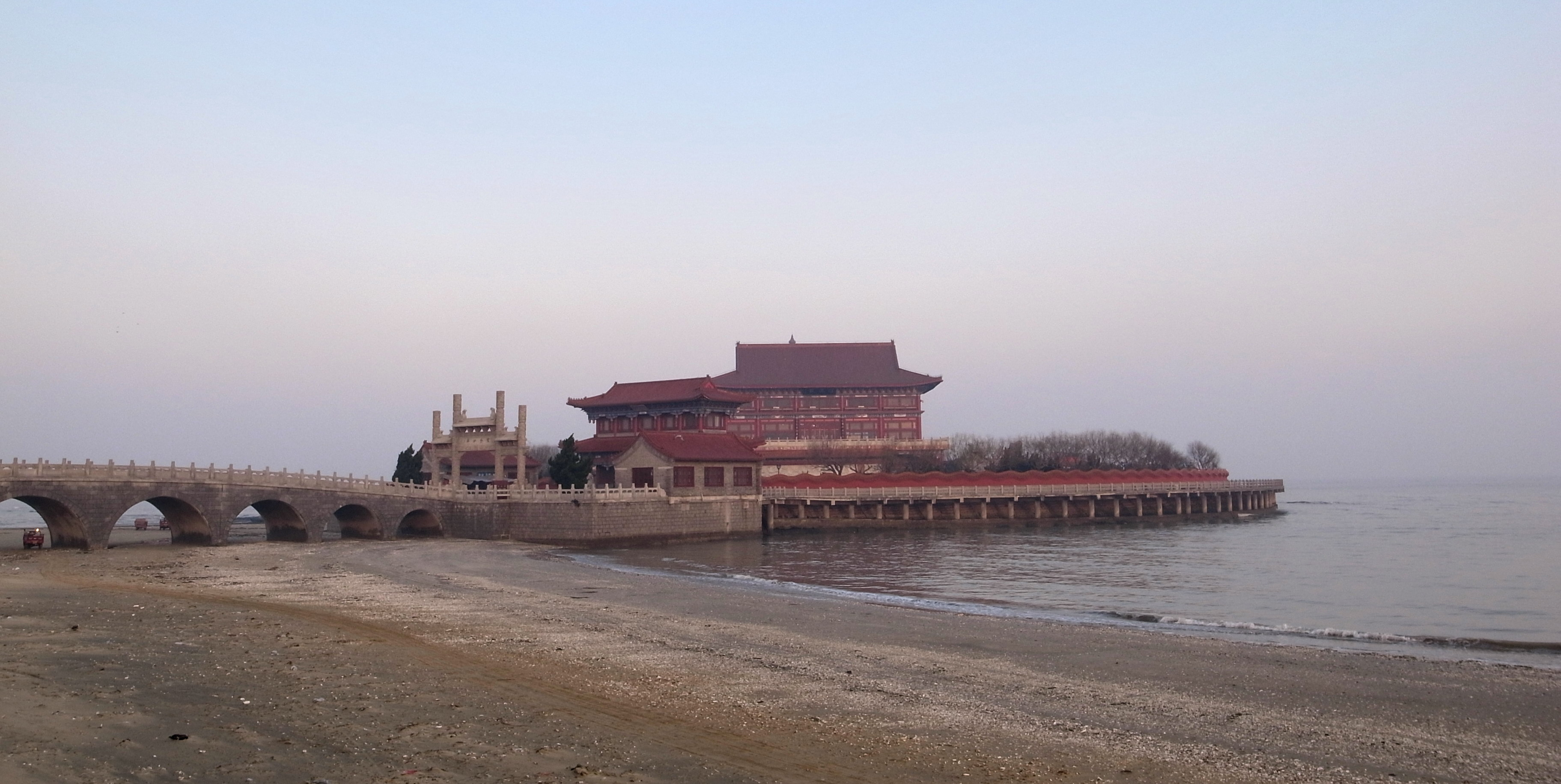
觀光海岸的樓閣建築

## 历史
蓬莱县所在地区，古为青州之域。春秋时为齐国所有。秦朝时属齐郡。汉属东莱郡黄县，汉武帝曾筑城望海中蓬莱山。刘宋时属东莱郡，北魏属东牟郡，隋朝属东莱郡。唐朝贞观八年（634）置蓬莱镇，属黄县。神龙三年（707年）在蓬莱镇址设蓬莱县，筑县城，为登州东莱郡治所。北宋、金朝时，蓬莱县均属登州（北宋隶京东东路，金朝隶山东东路）。元朝时，属山东东西道宣慰司般阳府，直属中书省。
明朝洪武元年废蓬莱县，省入登州，属于莱州府。洪武九年（1376年）升登州为登州府，复置蓬莱县为附廓县。城周九里，洪武年间指挥使谢观、戚宾，永乐年间指挥王宏相继增筑。万历年间日本侵犯朝鲜，增筑敌台二十八座。崇祯年间，知府桂辂、戴宪明两次增高城墙。墙高三丈五尺，砖石包砌。东门为春生门，南门为朝天门，西门为迎恩门，北门为镇海门。有门楼、角楼七座，窝铺五十六座，上下水门各三座，小水门一座。护城河阔二丈，深一丈。大城以北有水城，原名“备倭城”，洪武九年修建，周长三里许，城墙高三丈五尺，厚一丈一尺。城门一座，称“振扬楼”。窝铺二十六座，敌台四座。北为水闸，引海入城，称“小海”，为泊船所。
清朝蓬莱县仍属登州府。民国元年废府存县，撤销登州府，蓬莱县由山东省直辖。1914年省下设道，蓬莱仙隶属于胶东道，1925年隶东海道。1933年撤销道制，蓬莱县由山东省直辖。1934年隶属于山东省鲁东区，1939年属伪山东省鲁东道/登州道。
1938年蓬莱县建立抗日民主政府，归胶东行署北海区管理。1950年胶东行署及下属各区撤销，蓬莱县改属莱阳专区。1958年莱阳专区改为烟台专区，仍辖蓬莱县，并将黄县、长岛县并入蓬莱县（1962年黄县析出，1963年长岛县析出）。1983年烟台专区改设烟台市，蓬莱县隶属烟台市管辖。1991年11月30日撤销蓬莱县，设立蓬莱市（县级），由山东省直辖，委托烟台市代管。2020年6月5日撤销蓬莱市、长岛县，设立烟台市蓬莱区。

## 人口
根據第七次全国人口普查數據，截至2020年11月1日零時，蓬萊區常住人口434575人。

## 行政区划
蓬莱区下辖6个街道办事处、8个镇、6个乡：
登州街道、紫荆山街道、新港街道、蓬莱阁街道、南王街道、南长山街道、刘家沟镇、潮水镇、大柳行镇、小门家镇、大辛店镇、村里集镇、北沟镇、砣矶镇、北长山乡、黑山乡、大钦岛乡、小钦岛乡、南隍城乡和北隍城乡。

## 交通
- 荣乌高速、 228国道过境； 蓬栖高速、 517国道起始
- 有轮渡往来胶东半岛、庙岛群岛、旅順新港

## 神话传说
传说渤海中有三座神山：蓬莱、瀛洲、方丈，为神仙居住的地方，自古便是秦始皇、汉武帝求仙访药之处，其上物色皆白，黄金白银为宫阙，珠轩之树皆丛生；华实皆有滋味，吃了能长生不老。《山海经·海内北经》中就有“蓬莱山在海中”之句；《列子·汤问》亦有“渤海之东有五山焉，一曰岱兴，二曰员娇，三曰方壶，四曰瀛洲，五曰蓬莱”的记载。
传说这里是徐福求仙的地方。徐福是秦代著名方士，公元前210年，徐福率数千童男童女，以及各类工匠、粮种，从琅琊一带出海。史载他最终抵达“平原广泽”，在当地自立为王，再未返回。后世有说法认为徐福抵达日本，并在那里传播中原文化。关于徐福的传说，使蓬莱成为“求仙问药”的象征之地，也反映了秦代帝王对神仙世界与不死之术的执着追求。

## 景点
- 全国重点文物保护单位：蓬莱水城及蓬莱阁、戚继光祠、武霖基督教圣会堂、猴矶岛灯塔、北庄遗址
- 山东省文物保护单位：刘家沟遗址、村里集墓群、大仲家遗址、南王绪遗址、戚继光墓、解宋营古城、庙岛故城址及显应宫遗址